# 田秋
田秋（1494年—1556年），字汝力，號西麓，贵州思南人，明朝政治人物，同進士出身。

## 生平
正德五年（1510年）雲貴鄉試舉人，九年（1514年）甲戌科三甲七十八名進士，授福建延平府推官，嘉靖三年（1524年）丁父憂，起復直隶河间府推官，嘉靖七年（1528年）七月选授户科給事中，条上御马监事宜。九年六月升禮科左，復除吏科左，疏請貴州開科，修府城。十五年五月升户科都給事中，擢福建參政，升四川按察使，十九年二月升廣東右布政使。著有《西麓奏議》。

## 家族
子田時中，嘉靖十三年甲午科举人。